# Бронепалубни крайцери тип „Линуа“
Линуа (на френски: Linois) са серия бронепалубни крайцери от 3-ти ранг на Националните военноморски сили на Франция, построена 1890-те години на 19 век. Проекта е развитие на крайцерите от типа „Форбин“, спрямо които имат незначителни отличия. От проекта са построени 3 единици: „Линуа“ (на френски: Linois), „Галиле“ (на френски: Galilee) и „Лавоазие“ (на френски: Lavoisier). Предназначени са за служба в колониите. Развитие на крайцерите от 3-ти ранг са корабите от типа „Д’Естре“.

## Конструкция

### Корпус
Крайцерите от типа „Линуа“ имат типичен за френските военни кораби от онова време корпус, с дълъг, плугообразен таран и завалени бордове. Разликите спрямо типа „Трюде“ са по-високия надводен борд, правите комини и двете раздалечени мачти. Следва да се отбележи, че и тази серия кораби са обект на експерименти с котелните установки и всичките три кораба се различават по размери един от друг.

### Въоръжение
Главният калибър на крайцерите са четири 138,6 mm оръдия образец 1893 г. Това е напълно съвременно скорострелно оръдие с дължина на ствола 45 калибра. Оръдието тежи 4465 kg и стреля със снаряди от 30 kg, с начална скорост 770 m/s. С приемането на въоръжение на по-тежки снаряди (35 kg), началната скорост намалява до 730 m/s. От по-ранният модел 1891 г. оръдието е с по-усилен ствол и разделно зареждане. Последното е въведено след оплаквания на артилеристите от прекомерно тежките унитарни боеприпаси. Скорострелността достига 5 изстрела в минута. Тези оръдия са разположени в бордови спонсони в централната част на кораба и имат добър ъгъл на обстрел.
Вторият калибър са 100 mm оръдия образец 1891 г., с дължина на ствола 45 калибра. При маса на снаряда 14 kg, началната му скорост е 740 m/s. Впоследствие се появяват по-тежки снаряди, а началната им скорост пада до 710 m/s. Скорострелността им достига 9 изстрела в минута. Два такива са разположени в палубни щитови установки, в носовите и |кърмовите краища на кораба съответствено.

### Брониране
Основото брониране на крайцерите от типа „Линуа“ е карапасната бронирана палуба, над цялата дължина на корпуса. Над нея традиционно са разположени кофердами. Под бронираната палуба, над главните механизми има и лека противоосколочна палуба. Бронево прикритие вече има и артилерията. 138 mm оръдия имат бронирани щитове дебели 75 mm, 100 mm оръдия – 50 mm. Освен това имат и неголяма бойна рубка, прикрита със 125 mm броня.

### Силова установка
Главния кораб на проекта има цилиндрични огнетръбни котли 6 на брой. Останалите са снабдени с 16 водотръбни котли система „Белвил“. Запаса въглища е от 339 тона на „Линуа“ до 400 тона при другите. „Лавоазие“ при това има смесена система за подгряване на котлите – работеща на въглища и на нефт.

## История на службата
- „Линуа“ е заложен през октомври 1892 г., на стапелите на Forges et Chantiers de la Mediterranee в Ла Сен, спуснат на вода на 30 януари 1894 г., в строй от 1895 г. Отписан от флота и преден за скрап през 1910 г.
- „Галиле“ е заложен през 1893 г., на стапелите на арсенала на ВМС в Рошфор, спуснат на вода на 28 април 1896 г., в строй от 1897 г. Отписан и преден за скрап през 1911 г.
- „Лавоазие“ е заложен през януари 1895 г., на стапелите на арсенала на ВМС в Рошфор, спуснат на вода на 17 април 1897 г., в строй от април 1898 г. По време на Първата световна война е стационар в Средиземно море. Разоръжен през 1919 г. Отписан и преден за скрап през 1920 г.[2]

## Оценка на проекта
Вдъхновителят на идеята за малки бронепалубни крайцери – Хиацинт Об – ги смята за идеалните разузнавачи и изтребители на търговията. Но всъщност реалните бойни качества на френските крайцери от 3-ти ранг са оценявани лошо дори от съвременниците им. Независимо от външно страшният им вид те имат множество недостатъци. Въоръжението на крайцерите е прекалено слаба, особено с отчитането на поставянето на главния калибър, което позволява да се води стрелба по борда само от половината оръдия. Стрелбата на максимална скорост не е възможна, поради силните вибрации предизвикани от машините върху корпуса. Самата скорост, около 20 възела, по мерките на 1890-те г. в никакъв случай не гарантира безопасност. Поради това и огромния таран е абсолютно безсмислен, той като крайцера ще бъде спрян при опит за таранен удар от вражеската артилерия.
Вероятно единствената възможност да се използват тези крайцери с полза в сериозна война е да се употребяват като минни заградители, тъй като почти всички те имат възможност да носят до 150 морски мини. Но към момента на влизането на Франция в Първата световна война всички нейни бронепалубни крайцери от 3-ти ранг са вече безнадеждно стари.